# Сакура (Манса Мали)
Сакура, Самбука (араб. ساكورة‎; XIII век — 1300) — 6-й манса империи Мали в 1285—1300 годах.

## Биография
Сакура не был членом династии Кейта и являлся сначала придворным рабом при мансе Халифе. Позже Сакуру освободили и он смог продвинуться по карьерной лестнице и стал главным военачальником империи. В то время двор империи был центром интриг и борьбы за власть между Гбарой и охотничьими гильдиями. В 1274 году Сакура участвовал в государственном перевороте с целью свержения мансы. В результате переворот был успешен и Халифу свергли и казнили. Следующим мансой стал Абу Бакр I.У него была дочь Соголон Нюман.
В 1285 году после смерти Абу Бакра Сакура поднял восстание и узурпировал власть в империи. Сакура смог стабилизировать политическую ситуацию в Мали. Под его руководством Мали завоевала много новых территорий. По словам Ибн Халдуна, во время его правления малийская империя простиралось на запад до Атлантического океана и на восток до Такрура, под которым Ибн Халдун подразумевал земли к востоку от Гао. Также увеличились объёмы торговли с Северной Африкой.
Сакура завоевал древнее государство Текрур, которое охватывало части современного Сенегала и Мавритании. Затем Манса Сакура повел армию на север и захватил Такедду, подчинив под господство Мали и приведя в армию кочевые народы пустыни. Сакура также вернул Мали сонгайский город Гао и подавлял местные восстания сонгаев. Сакура смог не только вернуть былые территории империи Мали, но и увеличить их. Также в отличие от остальных манс Сакура лично участвовал в военных походах и битвах.
Ибн Халдун считал Сакуру одним из самых могущественных правителей своего времени, который спас империю Мали от политического кризиса.
В 1299 году, чтобы укрепить связи с остальным мусульманским миром, Сакура совершил хадж во время правления султана мамлюков ан-Насира Мухаммада. В начале 1300 года он был убит в Таджуре на обратном пути в Мали. Устная традиция гласит, что его убил Гао, которому помогла дочь Сакуры.
После смерти Сакуры власть вернулась к династии Кейта. Следующем мансой стал Ку Кейта (тронное имя Гао), сын Вали (Уали, Ули), который и убил Сакуру.

## Комментарии
1. ↑  Халифа был сторонником гильдии охотников.
2. ↑  Правил в 1298—1308 годах.